# Tachyoryctes annectens
Tachyoryctes annectens är en däggdjursart som beskrevs av Thomas 1891. Tachyoryctes annectens ingår i släktet afrikanska rotråttor, och familjen råttdjur. Inga underarter finns listade i Catalogue of Life.
Arten beskrevs efter en individ från sydvästra Kenya. Den godkänns inte av IUCN. Där listas Tachyoryctes annectens som synonym till Tachyoryctes splendens.